# 배가본드 (드라마)
《배가본드》는 2019년 9월 20일부터 2019년 11월 23일까지 방송된 SBS 금토 드라마이다.

## 기획 의도
수백명의 무고한 생명을 창졸간에 앗아간 민항 여객기 추락 사건에 연루된 배후 속에서, 은폐된 진실을 밝히기 위한 국가적인 비리를 파헤치는 방랑자들의 추격전을 그린 블록버스터 첩보 액션 드라마

## 줄거리
두 가지 소재를 가미한 첩보와 액션
모로코 행 민항 여객기가 추락했다.
조사단은 컴퓨터 항법장치와 자동운항장치에 결함이 생겼다고 발표했다.
이 사고로 11조원에 달하는 대한민국의 차세대 전투기 시스템사업을 따낸 방위산업체가 있다.
그들은 현직 대통령과 긴밀한 커넥션을 맺고 있었다.
이때, 비행기사고가 기체결함이 아니라 테러라고 주장하는 사내가 나타난다.
청와대와 방위산업체는 서둘러 사내의 입을 막아야 했다.
국정원 내의 대통령 비선조직들이 진실을 은폐하기 위해 사내를 쫓았다.
방위산업체에 고용된 킬러들도 사내를 제거하기 위해 나섰다.
반전과 스릴러
어제의 동지가 오늘은 적이 됐다.
정의의 편이라고 믿었던 사람들이 적이 되었고,
적이라고 여겼던 사람이 우군이었다.
진실을 파헤치고자 하는 사람들이 연이어 의문의 죽임을 당했고,
저들의 정체를 아는 증인들이 결정적인 순간 사라졌다.
시시각각 변해가는 상황 속에 반전이 거듭된다.
그들과의 처절한 싸움은 손에 땀을 쥐게 하는 스릴러로 펼쳐질 것이다.
멜로와 웃음
두 남녀가 진실을 찾기 위해 합쳤다.
성격과 취향, 일 처리 방식까지 모든 것이 더럽게 안 맞았다.
시작부터 그들은 개와 고양이처럼 으르렁댔다.
그러나 위기의 순간에 서로를 도왔다.
각기 다른 능력과 성격이, 서로의 약점을 완벽하게 보완해 주었다.
그들은 그렇게 삐걱거리면서 환상의 콤비가 되어갔다.
숱한 생사의 갈림길에서 피어나는 주인공들의 사랑과 게스트들의 웃음은,
스펙터클하게 전개되는 치열한 스토리와 함께,
국가적인 변고를 모티브로 한 드라마의 가장 중요한 요소가 될 것이다.

## 개요
본 작품의 기획 단계에서, 가족도, 소속도, 이름도 잃은 방랑자(Vagabond)들의 위험천만하고 적나라한 추격전을 모티브로 하여, 가장 중대한 사건 사고인 민항 여객기 추락 사건에 연루된 배후 속에서, 은폐된 진실을 밝히기 위한 국가적인 변고를 모티브로 방향을 잡은 점이 성공 요인으로 분석된다.
남북한의 핵문제를 모티브로 하는 지상파 유일의 첩보 액션 드라마인 '아이리스' 시리즈와는 달리, 발자국을 쫓는 굶주린 사냥개들과 그들의 목덜미를 노리는 외로운 늑대처럼, 물고 물리고, 쫓고 쫓기며, 처절하게 싸우는 동안, 한낱 풍문에 불과했던 진실이 마침내 거대한 모래폭풍이 되어 세상에 드러날 것이다.
미스터리와 첩보, 멜로와 휴머니즘이, 이전의 여타 드라마와는 달리, 처절하게, 스펙터클하게 펼쳐질 것이다. 그리고 드라마의 마지막, 모래폭풍이 멈춘 그곳엔... 그 무모한 전쟁을 가능케 한 배가본드들의 '사랑'이 남을 것이다.

## 등장인물

### 주요 인물
- 이승기 : 차달건 역 - 스턴트맨, 블랙썬(용병업체) 비밀 부대원, 킬러
- 배수지 : 고해리 역 - 국정원 블랙요원, 로비스트
- 신성록 : 기태웅 역 - 국정원 감찰팀장

### 청와대 인물
- 백윤식 : 정국표 역 - 대한민국 탄핵 대통령, 조력자
- 문성근 : 홍순조 역 - 대한민국 국무총리. 더블 최종 보스, 대통령 권한대행직 수행
- 김민종 : 윤한기 역 - 청와대 민정수석
- 최광일 : 박만영 역 - 국방부 정책 실장
- 이시유 : 서영지 역 - 청와대 부대변인

### 국정원 인물
- 김종수 : 안기동 역 - 국정원장
- 이기영 : 강주철 역 - 국정원 심리정보국장
- 정만식 : 민재식 역 - 국정원 7국장
- 황보라 : 공화숙 역 - 국정원 7국 직원
- 김민서 : 한기수 역 - 국정원 7국 직원. 민재식 충복
- 신승환 : 김세훈 역 - 국정원 직원. 기태웅의 충복

### 존엔마크사
- 문정희 : 제시카 리 역 - 존엔마크사 아시아 담당 사장 시즌1 16회에서 고해리와 함께 로비스트 동업을 함
- 김정현 : 홍승범 역 - 국제변호사. 제시카의 심복. 홍순조 조카

### 다이나믹시스템
- 이경영 : 에드워드 박(박기표) 역 - 다이나믹시스템 코퍼레이션 산하 그룹 D.K.P 수장. 더블 최종 보스, 사마엘
- 류원 : 미키 역 - 용병 출신 킬러. 에드워드 박의 수행 비서.

### 그 외 인물
- 장혁진 : 김우기 역 - 비행기 부기장, 오상미의 남편. 비행기 테러 공범 시즌 1 16화 때 사망
- 강경헌 : 오상미 역 - 김우기의 아내. 15화때 제롬에게 칼부림 당한 후에 과다 출혈로 사망
- 유태오 : 제롬 역 - 비행기 추락사고 테러리스트. 최종화에 생화학물질 뒤집어쓰고 좀비되어 사망
- 고규필 : 박광덕 역 - 유도관 관장. 비행기 추락사고 피해자 강미산의 남편. 달건의 조력자
- 최유진 : 이필순 역 - 비행기 추락사고 피해자 필용의 누나
- 박아인 : 릴리 역 - 킬러. 제시카의 심복
- 최대철 : 김도수 역 - 북한 특수 군단 소속 탈북자들을 모아서 만든 비밀 조직 불가살의 우두머리
- 박인수 : 북한 특수 군단 소속 탈북자들을 모아서 만든 비밀 조직 불가살의 하위 역
- 윤나무 : 김호식 역 - 대사관실 직원. 테러범한테 해리를 살해하라고 지시한 공범
- 박상준 : 비행기 추락사고 피해자 가족 역
- 최문수 : 비행기 추락사고 피해자 가족 역
- 김대곤 : 비행기 추락사고 피해자 가족 역
- 박주용 : 비행기 추락사고 피해자 가족 역
- 엄지만 : 형사 역
- 이창섭 : 기자 역
- 손경원 : 박국장 역
- 이시영

### 특별출연
- 문우진 : 차훈 역 (아역 정현준) - 달건의 조카. 태권도 시범단. 비행기 추락사고 피해자
- 유형관 : 오대환 역 - 대사관실 영사
- 장성범 : 이필용 역 - 태권도 시범단 사범. 필순의 남동생. 비행기 추락사고 피해자
- 김성효 : 강미산 역 - 박광덕의 아내. 분식집에서 김밥 장사를 하다, 비행기 추락사고 피해자
- 서상원 : 최정운 역 - 비행기 기장
- 이황의 : 케빈김 역
- 홍서준 : 임필규중장 역
- 배호근 : 조부영 역 - 가짜 평화 일보 기자
- 유태웅 : 황필용 역 - 국정원 블랙요원
- 김선영 : 계선자 역 - 총알 통닭 주인
- 양형욱 : 계장수 역 - 계선자의 오빠. 총알 통닭 배달원. 천재 해커
- 전세현 : 추기자 역 - SBC 방송국 특파 로케이션 기자
- 윤다훈 : 석수일 역 - 판사

## 참고 사항
- 본 드라마의 제목으로 사용된 '배가본드(Vagabond)'란, 방랑자 및 유랑자를 뜻하는 블록버스터 첩보 액션 드라마로서, 드라마 기획 단계에서, 시즌 2를 할 수도 있다는 입장을 해당 작품의 연출을 맡은 SBS 드라마본부의 유인식PD가 내비치기도 했다. 김정현도 배가본드 시즌 2를 하면 캐릭터가 더 강해질 것이라고 기사에서 언급했다.
- SBS 드라마본부의 유인식 PD의 인터뷰에서, "남녀간의 알콩달콩한 러브 스토리에만 치중했던 기존 상업적 트렌디 드라마와는 달리, 글로벌 시장을 겨냥하여, SBS가 야심차게 기획한 사전 제작 드라마이므로, 250억원의 막대한 제작비가 투자되어, 해외 판권 독점 계약을 위한 사전 심의 기간을 염두에 두고, 본방송 시점을 2019년 하반기 방영작으로 최종 확정되었다"라고 덧붙였다.[1]
- 한편, 2019년 9월 27일 방송분에서 로비스트 제시카 리(문정희 분)가 전투기 사업권을 따내기 위해 국방부 장관 측근과 사업 핵심 인물들을 상대로 접대하는 상황을 연출한 장면 가운데 여성 접대부가 단체로 한복 저고리를 벗는 부분 및 유흥을 즐기는 모습이 적나라하게 그러져 선정성 시비 문제가 간접적으로 거론되었다.
- 이승기와 배수지는 2013년에 방송된 MBC 월화 드라마 구가의 서 이후로 6년 만에 재회하게 된 작품이다.

## 촬영지
- 탕헤르 빌 항구
- 캄포데 산타 클라리
- 에스트렐라 성당
- 호텔 마라케시
- 호텔 콘티넨털
- 쁠라쥬 뮤니씨빨르
- 원주 혁신도시

## 시청률
최저 시청률과 최고 시청률은 시청률 조사회사와 지역별로 시청률에 차이가 있을 수 있습니다.
| 2019년      | 2019년      | 2019년                      | 2019년         | 2019년         | 2019년       |
| 회차        | 방송일      | 부제 (서브 타이틀)          | TNmS 시청률    | AGB 시청률     | AGB 시청률   |
| 회차        | 방송일      | 부제 (서브 타이틀)          | 대한민국(전국) | 대한민국(전국) | 서울(수도권) |
| ----------- | ----------- | --------------------------- | -------------- | -------------- | ------------ |
| 제1회       | 9월 20일    | 비행기 왜 떨어뜨렸냐고!     | 6.6%           | 6.3%           | 6.7%         |
| 제1회       | 9월 20일    | 비행기 왜 떨어뜨렸냐고!     | 7.9%           | 8.0%           | 8.8%         |
| 제1회       | 9월 20일    | 비행기 왜 떨어뜨렸냐고!     | 9.5%           | 10.4%          | 11.5%        |
| 제2회       | 9월 21일    | 테러 당한 거 같아요         | -              | 5.8%           | 6.4%         |
| 제2회       | 9월 21일    | 테러 당한 거 같아요         | 7.1%           | 8.1%           | 8.4%         |
| 제2회       | 9월 21일    | 테러 당한 거 같아요         | 9.3%           | 10.3%          | 10.7%        |
| 제3회       | 9월 27일    | 뭐야, 당신?                 | 6.3%           | 7.3%           | 7.5%         |
| 제3회       | 9월 27일    | 뭐야, 당신?                 | 8.2%           | 8.4%           | 8.2%         |
| 제3회       | 9월 27일    | 뭐야, 당신?                 | 9.1%           | 9.3%           | 9.1%         |
| 제4회       | 9월 28일    | 운 좋은 새끼들              | 7.1%           | 6.8%           | 7.6%         |
| 제4회       | 9월 28일    | 운 좋은 새끼들              | 8.4%           | 8.1%           | 8.8%         |
| 제4회       | 9월 28일    | 운 좋은 새끼들              | 9.7%           | 10.2%          | 11.1%        |
| 제5회       | 10월 4일    | 은폐할 생각이십니까?        | 7.2%           | 7.4%           | 7.9%         |
| 제5회       | 10월 4일    | 은폐할 생각이십니까?        | 8.2%           | 8.9%           | 9.1%         |
| 제5회       | 10월 4일    | 은폐할 생각이십니까?        | 11.0%          | 11.5%          | 11.2%        |
| 제6회       | 10월 5일    | 너 내꼬야                   | 7.2%           | 7.2%           | 7.7%         |
| 제6회       | 10월 5일    | 너 내꼬야                   | 8.9%           | 10.0%          | 10.8%        |
| 제6회       | 10월 5일    | 너 내꼬야                   | 10.0%          | 11.3%          | 12.3%        |
| 제7회       | 10월 11일   | 그냥 한국말로 하면 안 될까? | 7.1%           | 7.5%           | 8.1%         |
| 제7회       | 10월 11일   | 그냥 한국말로 하면 안 될까? | 8.2%           | 9.5%           | 10.1%        |
| 제7회       | 10월 11일   | 그냥 한국말로 하면 안 될까? | 9.9%           | 11.4%          | 12.2%        |
| 제8회       | 10월 12일   | 피 뽑으라니까!              | 7.1%           | 7.2%           | 7.4%         |
| 제8회       | 10월 12일   | 피 뽑으라니까!              | 8.8%           | 8.8%           | 9.0%         |
| 제8회       | 10월 12일   | 피 뽑으라니까!              | 9.1%           | 10.1%          | 10.2%        |
| 제9회       | 10월 18일   | 국가의 명령이다             | 7.5%           | 7.0%           | 7.3%         |
| 제9회       | 10월 18일   | 국가의 명령이다             | 8.7%           | 8.6%           | 9.0%         |
| 제9회       | 10월 18일   | 국가의 명령이다             | 10.0%          | 10.6%          | 10.8%        |
| 제10회      | 10월 19일   | 박살 내러 갈 거거든         | 8.4%           | 7.9%           | 8.0%         |
| 제10회      | 10월 19일   | 박살 내러 갈 거거든         | 9.7%           | 10.2%          | 10.6%        |
| 제11회      | 10월 25일   | 환영한다, 고해리            | 7.6%           | 7.9%           | 8.2%         |
| 제11회      | 10월 25일   | 환영한다, 고해리            | 8.6%           | 8.9%           | 8.9%         |
| 제11회      | 10월 25일   | 환영한다, 고해리            | 9.7%           | 10.2%          | 10.0%        |
| 제12회      | 10월 26일   | 데려왔어요                  | -              | 9.0%           | 9.5%         |
| 제12회      | 10월 26일   | 데려왔어요                  | -              | 11.6%          | 11.9%        |
| 제13회      | 11월 2일    | 너 누구냐고?                | 8.8%           | 10.4%          | 10.3%        |
| 제13회      | 11월 2일    | 너 누구냐고?                | 11.0%          | 12.8%          | 12.6%        |
| 제14회      | 11월 9일    | 오랜만이다                  | 8.8%           | 8.5%           | 8.9%         |
| 제14회      | 11월 9일    | 오랜만이다                  | 9.3%           | 10.2%          | 10.6%        |
| 제14회      | 11월 9일    | 오랜만이다                  | 10.4%          | 11.2%          | 11.3%        |
| 제15회      | 11월 22일   | 꽤 마음에 들었는데...       | 7.3%           | 8.7%           | 9.0%         |
| 제15회      | 11월 22일   | 꽤 마음에 들었는데...       | 8.2%           | 10.1%          | 10.4%        |
| 제15회      | 11월 22일   | 꽤 마음에 들었는데...       | 9.6%           | 11.8%          | 12.1%        |
| 제16회      | 11월 23일   | 총 쏴! (최종회)             | 8.6%           | 9.3%           | 9.4%         |
| 제16회      | 11월 23일   | 총 쏴! (최종회)             | 10.3%          | 11.7%          | 11.9%        |
| 제16회      | 11월 23일   | 총 쏴! (최종회)             | 12.1%          | 13.0%          | 13.1%        |
| 평균 시청률 | 평균 시청률 | 평균 시청률                 |                | 9.3%           | 9.7%         |

## 설정
- 키리아 왕국 : 북아프리카에 위치한 가상국가다.

## 수상 경력
- 2019년 SBS 연기대상 미니시리즈 부문 남자 최우수연기상 (이승기)
- 2019년 SBS 연기대상 미니시리즈 부문 여자 최우수연기상 (배수지)
- 2019년 SBS 연기대상 여자 조연상 (문정희)
- 2019년 SBS 연기대상 베스트커플상 (이승기, 배수지)
- 2019년 SBS 연기대상 한류 콘텐츠상 (배가본드)

## 동일 소재 드라마
- 앨리스 : 2020년 하반기에 방송된 SBS 금토 드라마
- 검은 태양 : 2021년 가을에 방송된 MBC 금토 드라마

## 결방 사유
- 11월 1일, 11월 8일 : 《2019 WBSC 프리미어 12》 중계방송으로 인한 결방.
- 11월 15일, 11월 16일 : 《2019 WBSC 프리미어 12》 중계방송으로 인한 결방.

## 같이 보기
- 대한민국의 텔레비전 드라마 목록 (ㅂ)
- 2019년 대한민국의 텔레비전 드라마 목록
- 《내 어머니의 모든 것》 : 1999년 상반기에 개봉된 스페인 영화이다.